# Power Rangers: Ayer, hoy y siempre
Power Rangers: Ayer, hoy y siempre (Mighty Morphin Power Rangers: Once & Always en inglés) es una película-especial de superhéroes estadounidense de 2023 que sirve para conmemorar el 30 aniversario de la serie Mighty Morphin Power Rangers y la franquicia Power Rangers.
Se estrenó a nivel mundial en la plataforma Netflix el 19 de abril de 2023.

## Sinopsis
Después de la tragedia, una heroína inesperada ocupa el lugar que le corresponde entre los Power Rangers para enfrentar a la archienemiga más antigua del grupo de héroes.

## Argumento
En 2022, Billy Cranston es atacado por una versión robótica Rita Repulsa y una pandilla de Putties. Él se transforma en el Ranger Azul y salta a la batalla, más tarde se le unen los otros Power Rangers, Jason, Kimberly, Zack, Trini y Tommy. Pero en medio de la batalla, Billy cae al borde de un acantilado, donde Robo-Rita intenta acabar con él con una explosión letal de su varita mágica. Sin embargo, Trini se sacrifica por Billy zambulléndose en el camino de la explosión y muere. Robo-Rita luego se retira a la Dimensión Oscura, dejando a los Rangers restantes afligidos por la pérdida de Trini. En la residencia de Kwan, Billy y Zack discuten sobre cómo y cuándo darle la noticia a la hija de Trini, Minh. Sin embargo, ella entra en la conversación e inmediatamente sale corriendo. Billy le dice a Zack que deben contarle todo.
Un año después, Zack se convirtió en el nuevo tutor legal de Minh y se muda a la residencia de Kwan. Van al cementerio para visitar la tumba de Trini, solo para caer en una emboscada de Robo-Rita y dos de sus monstruos, Snizzard y Minotaur. Snizzard captura a Jason, Tommy y Kimberly y los encarcela en una máquina que drenará lentamente su energía. Sabiendo que están superados, Billy, Zack y Minh se retiran. De vuelta a casa, Minh expresa su deseo de vengarse de Robo-Rita a Zack y Billy, pero le aconsejan que no se involucre y que dejen que ellos resuelvan las cosas. Ella enojada arremete contra Billy, culpándolo por la muerte de su madre.
Zack y Billy se dirigen al Centro de Comando oculto debajo de la sede de Cranston Tech de Billy, donde se revela que el intento de Billy de revivir al difunto Zordon creó accidentalmente a Robo-Rita; las partículas malvadas que fueron purgadas del Rita Repulsa original del Z-Wave de Zordon hace años se apoderaron del cuerpo de Alpha 8. El sucesor de Alpha, Alpha 9 inicia el Protocolo Bandora, convocando a todos los equipos de Power Ranger en todo el universo. La llamada es respondida por la ex Pink Ranger Kat Hillard y el ex Red Ranger Rocky DeSantos. Mientras esto sucede, Minh se entera de que las pandillas Putty invaden todo el mundo. Impulsada por el deseo de venganza, agarra el Power Morpher de Trini y se pone en marcha.
Kat y Rocky reciben Power Coins proxy para que puedan volver a transformarse en Power Rangers. Sin embargo, Snizzard y Minotaur han estado rastreando a los Rangers por todo el universo, usando los Putties como cebo para atraerlos a la misma máquina que atrapó a los otros Rangers. Al enterarse de esto, los Rangers se transforman y retroceden. De vuelta en el Centro de Comando, los Rangers descubren que Minh está en el antiguo Juice Bar y está siendo atacado. Minh es capaz de defenderse brevemente, pero es dominada después de un intento fallido de usar el Morpher de Trini. Zack y Rocky se teletransportan al bar de jugos, derrotan a los Putties, recuperan a Minh y la llevan de regreso al Centro de Comando. Zack le quita el morpher a Trini a Minh, la regaña por buscar venganza en lugar de justicia, y después de una conversación sincera en la que Zack le dice a Minh exactamente lo que Billy estaba tratando de lograr.
En un depósito de chatarra, Billy, Rocky y Kat se transforman para atraer a Snizzard y Minotaur y luego atraparlos en un electroimán gigante. Luego, los Rangers usan dispositivos de camuflaje que Billy desarrolló para hacerlos invisibles y poder infiltrarse en el Palacio de la Luna de Rita usando una nave espacial proporcionada por los agentes de SPA (y ex Rangers) Adam Park y Aisha Campbell. Sin embargo, después de que los Rangers se van, Minh toma un dispositivo de repuesto y el Morpher de Trini y escapa del Centro de Comando. Minh se apodera del RADBUG, el auto volador de Billy y despega hacia el depósito de chatarra, donde es secuestrada por Robo-Rita. Los Rangers encuentran la máquina de Rita en su palacio, al ver que ya ha capturado a miembros de varios equipos de Ranger. Billy descubre que Rita ha estado creando un portal del tiempo.  
Rita intenta una vez más matar a Billy con su varita, pero Minh se libera y dispara en su lugar. Ella sobrevive milagrosamente y nota que el Morpher de Trini está brillando, lo que significa la transferencia de poder. Los Rangers se transforman, y esta vez Minh logra transformarse en el Yellow Ranger. Rita luego hace crecer a Snizzard, pero luego Billy empala a Rita con su Power Lance. Billy hace que Alpha teletransporte a los Zords a la Luna, donde forman el Megazord. Billy y Minh llevan a Megazord a la batalla contra Snizzard, mientras que los Rangers restantes derrotan a Minotauro en el palacio. Los Rangers se unen a Billy y Minh en el Megazord mientras una Rita herida intenta usar el portal. Los Rangers destruyen a Snizzard, que destruye la máquina y libera a los Rangers cautivos. Los Rangers se teletransportan inmediatamente al palacio y acaban con Rita.
De vuelta en la Tierra, Adam y Aisha cargan a los Rangers liberados en su nave espacial y ponen rumbo a Aquitar, donde se recuperarán antes de regresar a casa. Billy, Zack y Minh celebran su victoria en el Juice Bar mientras recuerdan sus aventuras pasadas.
En una escena poscréditos, se ve una escena de la serie original de los Mighty Morphin Power Rangers, donde aparece una joven Kimberly tocando una canción en compañía de unos jóvenes Jason, Zack, Trini, Billy y Tommy, donde se hace un pequeño homenaje a los actores Thuy Trang y a Jason David Frank, los cuales interpretaron a los personajes de Trini Kwan y Tommy Oliver respectivamente y que lamentablemente fallecieron en la vida real.
Después, aparece una intro recreada de la primera temporada de los Power Rangers como adultos, terminando el especial.

## Elenco y reparto

### Power Rangers
- Walter Emanuel Jones como Zack Taylor, el primer Black Ranger.
- David Yost como Billy Cranston, el primer Blue Ranger.
- Steve Cardenas como Rocky DeSantos, el segundo Red Ranger.
- Catherine Sutherland como Katherine "Kat" Hillard, la segunda Pink Ranger.
- Charlie Kersh como Minh Kwan, la tercera Yellow Ranger, hija de Trini Kwan, la primera Yellow Ranger.
- Johnny Yong Bosch como Adam Park, el segundo Black Ranger.
- Karan Ashley como Aisha Campbell, la segunda Yellow Ranger.

### Villanos
- Barbara Goodson como la voz de Robo Rita Repulsa, principal antagonista de la película.
- Ryan Cooper como la voz de Robo Minotaur.
- Daniel Watterson como la voz de Robo Snizzard.

## Doblaje

### Power Rangers
- Benjamin Rivera como Zack Tailor
- Alfonso Obregón como Billy Cranston (debido a que Carlos Íñigo el actor de doblaje original de Billy falleció).
- Manuel Campuzano como Rocky DeSantos
- Laura Torres como Katherine "Kat" Hillard
- Gabriela Ortiz como Mihn Kwan
- Rubén León como Adam Park
- Jocelyn Robles como Aisha Campbell

### Villanos
- Mariana Ortiz como Robo Rita

## Producción
Las ideas para una reunión especial fueron conceptualizadas por David Yost alrededor de 2021, donde tenía un guion para un proyecto con el título provisional Power Rangers: Quantum Continuum. Presentó la idea a varias redes, pero reveló que el proyecto en sí todavía estaba en sus primeras etapas.
El rodaje se produjo en el transcurso de 12 días.
El título es una referencia a "Once a Ranger", la historia en dos partes del 15.º aniversario de Power Rangers Operation Overdrive.